# 瑪莉·安·莎芙爾
瑪莉·安·莎芙爾（英語：Mary Ann Shaffer，1934年12月13日—2008年2月16日），曾任作家、編輯、圖書館員、書店工作者。她以生前與姪女合作之作品《真愛收信中》（英語：The Guernsey Literary and Potato Peel Pie Society）為人所知。

## 生平簡介
瑪莉·安·費爾莉於1934年的12月13日在美國西維吉尼亞州東部的馬丁斯堡出生。她有一個姐姐，兩人在維吉尼亞州西部的羅姆尼長大，高中時期搬回馬丁斯堡。瑪莉·安同時也是邁阿密大學的校友。1956年嫁給了卡羅．理查．莎芙爾，並於1958年搬到加利福尼亞州，且生了兩個女兒，茉根及莉茲。她曾在聖安塞爾莫、拉克斯珀、聖拉菲爾等公共圖書館工作。也曾在Harper & Rowest出版社擔任過編輯。她於2008年2月16日在聖安塞爾莫的家中逝世。